# Meče Kádisíje
Meče Kádisíje (arabsky قوس النصر‎), často jen populárně zkřížené meče nebo ruce vítězství je označení pro dva oblouky, které mají podobu zkřížených mečů v Bagdádu, hlavním městě Iráku. Brány ohraničují přístup k veřejnému prostranství, kde se v době vlády Saddáma Husajna pořádaly vojenské přehlídky a různé další velkolepé události. Nachází se v tzv. Zelené zóně.

## Popis
Dvě brány jsou od sebe vzdáleny zhruba 650 metrů. Každou z nich tvoří dva 43 metrů dlouhé meče, které drží dvě paže vyčnívající ze země a křížící se v blízkosti špiček ve výšce 40 metrů nad zemí. Na místě zkřížených mečů se nachází stožár pro státní vlajku.
Název oblouků odkazuje na vítězství Arabů v bitvě u Kádisíje v dobách expanze islámu. Brány byly vyobrazeny na stodinárové irácké bankovce z roku 1991.

## Historie

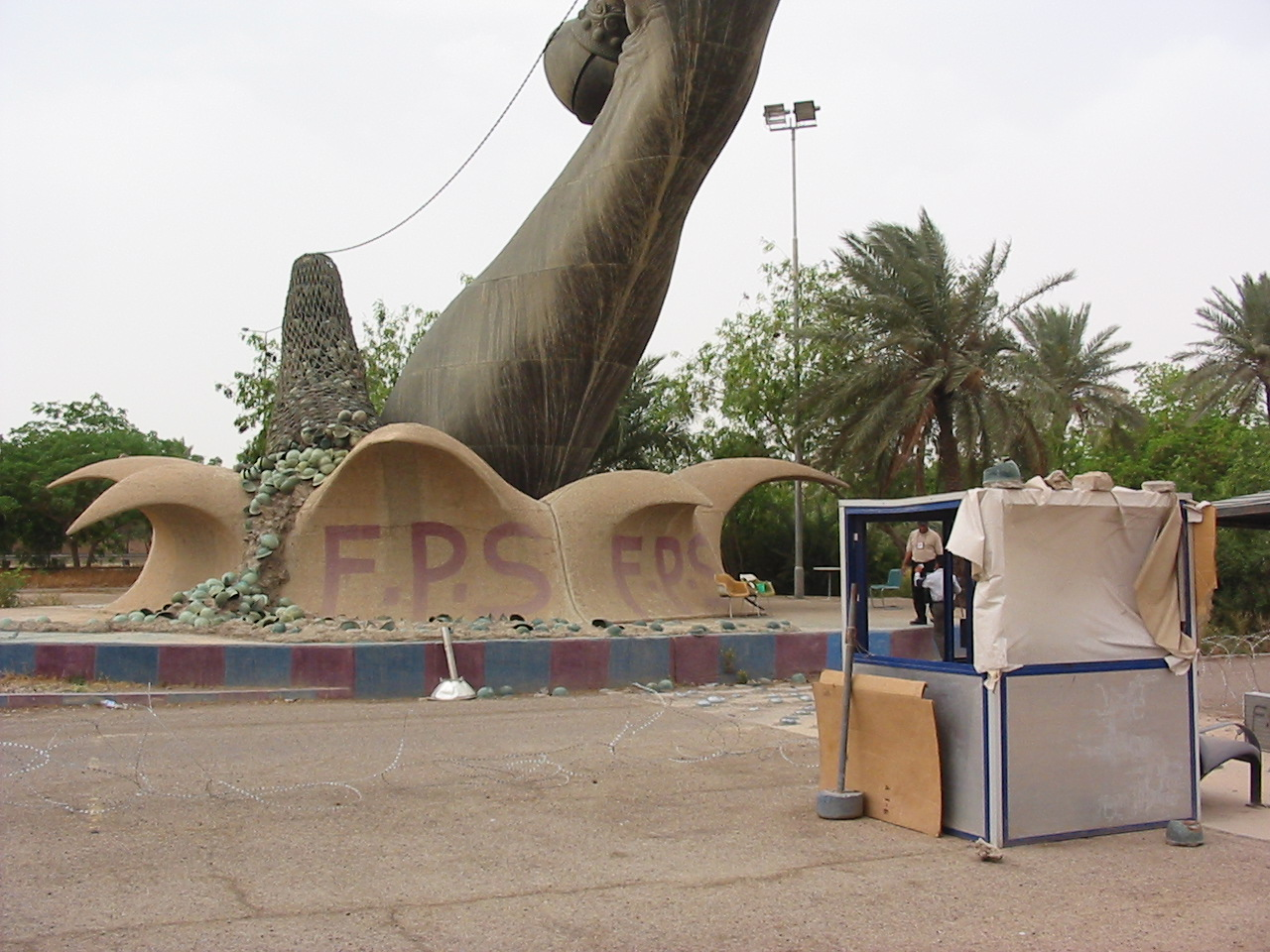
Detail jedné z paží.

O výstavbě památníku v této podobě se Saddám Husajn vyjádřil již v dubnu 1985.
V roce 1987 vyhrál veřejnou soutěž na tyto dvě brány tehdy nejznámější irácký sochař, Chálid al-Rahál. Základní nákresy, které musel dodržet, ale vycházely ze zadání přímo Saddáma Husajna. Rahál nicméně v témže roce zemřel a projekt byl svěřen jinému architektovi, a to Mohammedu Ghanímu Hikmatovi.
Vedle památníku neznámého vojáka se jedná o jednu ze známějších atrakcí iráckého hlavního města. Brány byly postaveny po skončení irácko-íránské války a slavnostně odhaleny veřejnosti dne 8. srpna 1989. Na výstavbu památníku byl použit materiál z iráckých zbraní z války. Nosná konstrukce pro ruce a meče byla dovezena do Iráku z Německa a ruce byly potom vyrobeny z bronzu, který byl dovezen ze Spojeného království. Součástí památníku u bran je také 2500 přileb íránských padlých vojáků. Podle některých teorií jsou paže, které drží meče, paže Saddáma Husajna. Slavnostní otevření stavby se uskutečnilo i za přítomnosti představitelů dalších zemí.
V roce 2003 bylo diskutováno odstranění obou bran. Americký generál Norman Schwarzkopf Jr. prosazoval zbourání památníku. Rozhodnutí ale nakonec nepadlo a v roce 2011 byly obě brány renovovány. Tehdejší iráčtí představitelé se domnívali, že zboření památníku by spíše připomínalo postup Talibanu v Afghánistánu, který ničil předchozí sochy a symboly. Roku 2019 bylo diskutováno přejmenování památníku.